# Поље (Калиновик)
Поље је насељено мјесто у општини Калиновик, Република Српска, БиХ. Према попису становништва из 1991. године у насељу је живјело 17 становника. Према попису становништва из 2013. у насељу није било становника.

## Географија
Поље је подијељено ентитетском линијом, тако да је 0,61 km² припало Општини Калиновик, док је 3,77 km² припало Граду Коњицу у Херцеговачко-неретванском кантону, Федерација Босне и Херцеговине.

## Становништво
| Националност | 2013. | 1991.     | 1981.     | 1971.       | 1961. | 1953. | 1948. |
| Муслимани    | –     | 17 (100%) | 21 (100%) | 30 (90,91%) | –     | –     | –     |
| Срби         | –     | –         | –         | 3 (9,091%)  | –     | –     | –     |
| Укупно       | 0     | 17        | 21        | 33          | –     | –     | –     |

| Демографија | Демографија | Демографија |
| Година      | Становника  | Становника  |
| ----------- | ----------- | ----------- |
| 1971.       | 33          |             |
| 1981.       | 21          |             |
| 1991.       | 17          |             |
| 2013.       | 0           |             |